# Total War: Arena
Total War: Arena là một tựa game chiến thuật sắp tới dựa trên dòng game Total War nổi tiếng do hãng The Creative Assembly phát triển, Total War: Arena là một game dạng free to play mới đang được phát triển và là phiên bản đầu tiên trong sê-ri sẽ phát hành dưới dạng miễn phí giờ chơi. Total War: Arena sẽ tập trung hoàn toàn vào phần trực tuyến nhiều người chơi pha trộn các yếu tố giữa lối chơi chiến thuật thời gian thực và MOBA. Trò chơi còn có sự hiện diện các trận chiến 10 vs 10 với mỗi người chơi điều khiển 3 đơn vị quân mà số lượng mỗi đơn vị có thể lên đến 100 người.